# Elisabet Vasa
Elisabet Gustavsdotter Vasa (5 d'abril del 1549 - 20 de novembre del 1597) fou una princesa sueca, i duquessa consort de Mecklenburg-Gadebusch per matrimoni amb el Duc Cristòfol de Mecklenburg. Era filla del rei de Suècia Gustau I i la seva segona muller, la Reina Margaret.

## Joventut
Durant la seva infantesa, com els seus altres germans, estigué a la guarderia principalment sota la cura de la infermera, Birgitta Lass Andersson, cosina de la seva mare Margareta, i la noble vídua Ingrid Amundsdotter.
Després de la mort de la seva mare el 1551, ella i tots els seus germans foren posats sota tutela de Kristina Gyllenstierna i després de les seves ties Brita i Märta Leijonhufvud abans que el seu pare es tornés a casar amb Katarina Stenbock. Llavors foren posades sota responsabilitat de la seva madrastra i, més concretament, a càrrec de la dama Anna Hogenskild.
El 1556 ella i les seves germanes reberen un dot de 100.000 daler, foren retratades en pintures i es descrigueren les seves qualitats personals en llatí pel poeta de la cort per Henricus Mollerus, per a presentar-los al mercat matrimonial dinàstic. Per contrast a la seva germana gran Sofia Vasa, que fou descrita com la més infeliç dels fills de Gustav Vasa, la princesa Elisabet fou descrita com la més feliç: sembla tenir una personalitat plàcida i alegre. Va ser descrita com a rossa i bonica. Un retrat que abans es creia que representava al la reina Karin Månsdotter ara és creu que és el d'ella.
Elisabet va tenir la seva pròpia cort i era responsable de l'educació dels fills bastards dels seu germans. Karin Månsdotter era entre les seves minyones abans que Karin esdevingués la muller del germà d'Elisabet, Eric XIV. Durant el Guerra Nòrdica dels Set Anys, es mostrà generosa davant dels agents danesos i alemanys empresonats a Suècia.
Al destronament del rei Eric XIV el 1568, el Duc Magnus II de Saxònia-Lauenburg, el consort de la seva germana la princesa Sofia, s'endugué en barca amb Sofia i Reina Katarina del palau reial d'Estocolm, abandonant Eric per unir-se als rebels, al comandament del príncep Joan a Uppsala. Joan va declarar en la propaganda oficial, que Eric havia planejat presentar Katarina, Sofia i Elisabet com a ostatges a Rússia després que havia fallat per fer-ho amb la consort de Joan.
Tant abans com després del seu matrimoni Elisabet va actuar com a factor estabilitzant i mediadora en conflictes entre els seus germans. Mantingué correspondència al llarg de la seva vida amb tot ells i això també podria ser política. Aquesta fou mot estreta amb el seu germà Carles. Durant el regnat de Joan III, els altres germans la utilitzaren com a informant mentre visqué prop de Joan.
A la tardor de 1573 es tramà un complot per a assassinar Joan III, dirigit per Charles de Mornay, qui era en contacte amb Cristina de Dinamarca i l'ambaixador francès a Copenhaguen Charles Dançay. Joan III havia de ser mort durant un ball d'espases feta per mercenaris escocesos a la festa que s'havia de fer l'octubre per a acomiadar-los abans de la partida d'aquests al Bàltic. Després de l'assassinat el Duc Charles havia d'assumir el tron. Charles de Mornay, qui anteriorment hi havia estat el favorit d'Eric XIV, va prometre que coneixia la ubicació de la reserva secreta d'or d'Eric, localització que havia de revelar després del cop a canvi de millors condicions a la presó per a Eric. Tanmateix el cop no es va materialitzar perquè de Mornay no gosà fer el senyal als mercenaris durant la festa.
Al setembre 1574 la trama va ser revelada i Charles de Mornay va ser arrestat, interrogat i executat. Mai es va aclarir qui va participar en la trama. Tanmateix, s'ha dit, que els conspiradors foren Hogenskild Bielke, Gustaf Banér i Pontus De la Gardie, sovint reunits a l'apartament de princesa Elisabet, reunions on també assistí la Princesa Cecilia Vasa, i les dues germanes i el seu germà Carles es creu que hi estaven implicats encara que mai van ser acusats. Charles de Mornay també revelat, que un dels acords dels conspiradors era elevar el dot d'Elisabet de 100.000 a 150.000, per tal d'aspirar un possible matrimoni d'estat més alt. Consta que el matrimoni entre Elisabet i Enric III de França, el qual fou oficialment fixat el 1574, podria haver-hi estat informalment suggerit per Carles ja l'any abans, i que l'ambaixador francès s'hi havia expressat impressionat per tot considerant Elisabet amb reserves sobre el seu dot.

## Política matrimonial
La princesa Elisabet fou promesa el 1562 a Cristòfol, el tercer fill d'Albert VII, Duc de Mecklenburg-Güstrow. Aviat, tanmateix, fou capturat i mantingut com a ostatge diversos anys, i el compromís es va considerar trencat. Durant el regnat del pro-catòlic Joan III hi havia conflicte en quant si s'havia de fer-la casar amb un protestant o un catòlic. El 1573 Joan III va negociar un matrimoni amb el Gran Duc de Toscana, mentre ella ella, amb l'ajut de Carles i la seva germana Katarina, negociava en secret per un matrimoni algun príncep alemany protestant, com els ducs de Pomerània i Clèveris.
El 1574 s'arranjaren els acords entre el seu germà Joan III i la reina francesa Caterina de Mèdici per casar-la amb Enric III. Caterina de Mèdici considerà Elisabet adequada, perquè desitjava que el seu fill es casés amb una princesa reial; perquè l'enllaç era beneficiós per tal de mantenir la influència francesa a Polònia; i també perquè França guanyava un aliat exterior a les fronteres dels dominis dels seus rivals Habsburg. Segons informes contemporanis, Caterina també va considerar beneficiós que Elisabet no parlés el francès, ja que això evitava el risc que desplacés a Caterina de Mèdici en la seva posició dominant a la cort francesa. L'ambaixador francès a Dinamarca, Charles Dançay, rebé la tasca de proporcionar un retrat d'Elisabet, i va donar l'informe següent del seu caràcter: 
"S'ha assegurat que és molt bonica, té bon gust, és complaent, té una bona figura i postura ... Tothom recomana la seva humilitat gran, en veritat Sire, tothom que la coneix admira i honora les seves virtuts ... Troba el plaer a l'espineta i la toca més be que la majoria, també toca el llaüt, i també té un temperament suau i calmant."
Elisabet va ser descrita per l'ambaixador francès Dancay com bonica, amb una figura atractiva i bona postura, fou elogiada per la seva modèstia i per les seves virtuts, podria podria tocar tant el llaüt com el virginal, i: "per tothom considerada una de les més acomplertes i virtuoses princeses a Europa, i que ningú hi havia sentit cap manca ni física ni mental". El gener del 1575 l'enviat francès Claude Pinart va visitar Suècia: Elisabet, sent amb el seu germà Carles a Nyköping, va rebutjar reunir-se a Estocolm amb Joan III per veure Pinart, però Pinart la veié a Nyköping. El matrimoni francès estava gairebé decidit, quan el rei francès de cop i inesperadament anuncià, que havia decidit molts anys enrere casar-se amb Lluïsa de Lorena-Vaudémont.
El 1576 Joan III envià al comte Pontus De la Gardie a Itàlia per negociar un matrimoni entre Elisabet i el Duc de Mòdena o algun altre príncep italià. Amb el propòsit d'afavorir el contacte entre el pro-catòlic Joan III i el Papa, i per facilitar-li per assolir l'herència italiana de la seva sogra, Bona Sforza. Tanmateix, Elisabet, amb el suport de Carles, rebutjà un enllaç amb un catòlic per raons religioses. El conflicte religiós entre ella i Joan III es posà de relleu quan, el març 1578, Joan li envià tres riksråd a parlar amb ella: encara que no se sap que deien, se sap que provocaren plors plorat i desmais repetits després de la seva visita.

## Duquessa de Mecklenburg-Gadebusch

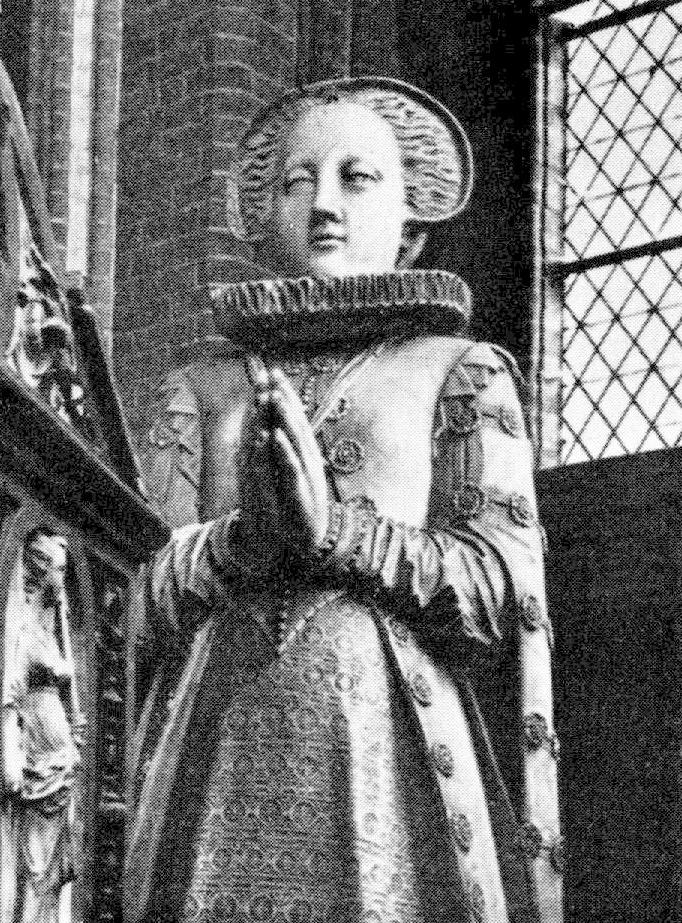
La duquessa en una escultura a mida real al monument funerari del seu marit a Schwerin

El 1576 Cristòfol de Mecklenburg, el seu anterior promès, enviudat recentment va proposar un segon temps, i va ser acceptat. Elisabet participà en les negociacions personalment per assegurar els seus drets econòmics, assistida pels seus germans Carles i Catherine, mentre el rei Joan va acceptar el matrimoni degut principalment a causa de la seva edat. El matrimoni va ser retardat per raons religioses: l'acèrrim protestantisme d'Elisabet i Carles era tingueren cura de defensar que la cerimònia del casament i tot allò referent a aquesta haurien de ser luterans. Elisabet entregà la Confessió d'Augsburg traduïda per primer cop al suec, impresa als convidats al casament, probablement com a manera de demostrar contra la política pro-catòlica de Joan. Elisabet i Cristòfol es casaren a Estocolm el 7 de maig del 1581. Va arribar a Wismar de Mecklenburg el juliol, on rebé la benvinguda de la noblesa i representants de les ciutats hanseàtiques de Rostock i Lübeck. Tanmateix, Elisabet no va ser acceptada per la família pro-danesa del seu consort.
La parella visqué a la ciutat de Gadebusch a la part del ducat de Mecklenburg que hi havia estat dividit a un ducat per a la seva consort, Mecklenburg-Gadebush. La relació entre Elisabet i Cristòfol ha estat descrita de feliç. La llarga espera s'ha considerat com un signe que no va ser merament un matrimoni arranjat, sinó també una història d'amor: les cartes conservades també han estat considerades com un signe que la seva unió era més feliç i més personal que altres matrimonis més reials del temps.
Cristòfol va desafiar el seu germà Ulric sobre la tutela i regència sobre el seu nebot Joan, i Elisabet va intentar utilitzar els seus contactes per assistir-lo fins que el conflicte s'acabà el 1585. Tanmateix el seu germà Joan III mai estigué massa interessat a ajudar-la. Elisabet treballà activament treballat per promoure els interessos suecs a Mecklenburg i hi havia cert nombre de suecs a la seva cort.
Elisabet va ser descrita com a ideal princesa consort luterana. Va beneficiar el luteranisme, va fundar una biblioteca protestant i ajudà al teòleg luterà David Chytraeus a Rostock. El 1589-90 va arranjar el matrimoni entre el seu germà Carles i Cristina de Holstein-Gottorp. Mitjançant la correspondència Elisabet va continuar actuar com a informant i mediadora dels conflictes entre el seus germans.
Del matrimoni amb Cristòfol tingueren la duquessa Margarida Elisabet de Mecklenburg casada el 1608 amb Joan Albert II, Duc de Mecklenburg-Güstrow.

## Tornada a Suècia
El març del 1592 Elisabet Vasa enviduà. Les terres del seu consort llavors es reincorporaren a les de Mecklenburg-Güstrow, regides per Ulric III el qual era pro-danès i li va denegar l'accés a les seves terres i ingressos.
El 1593 va retornar a Suècia amb la seva filla, a qui va col·locar sota el tutela del seu germà Carles. També reclamà per a aquella el seu dot, el qual mai havia estat pagat, i li interessava parlar amb Carles d'una proposta matrimonial de Joan Frederic de Brunsvic-Lüneburg. El 1594 Carles li va assegurar Norrköping per la seva residència i ingrés, on va residir amb la seva cort. Elisabet va ser donada document secret per mantenir del consell reial amb Carles, i durant el conflicte entre Carles i Sigismund, els lleials a Sigismund vigilaven amb qui es veia i conxorxava per la seva proximitat a Carles i especulaven sobre les seves simpaties polítiques. Estava present a l'assemblea a Estocolm a l'estiu de 1597, on Carles li concedí més autoritat.
Elisabet va morir de cop i inesperadament el 10 de novembre del 1597. Elisabet tenia un monument construït per ella i el seu cònjuge a la Catedral de Schwerin, però al final fou sepultada a la tomba familiar del seu pare a la Catedral d'Uppsala.